# فريتز فريتاج
فريتز فريتاج (بالألمانية: Fritz Freitag)‏ هو عسكري ألماني، ولد في 28 أبريل 1894 في أولشتين في بولندا، وتوفي في 10 مايو 1945 في غراتس في النمسا.